# إيتسية

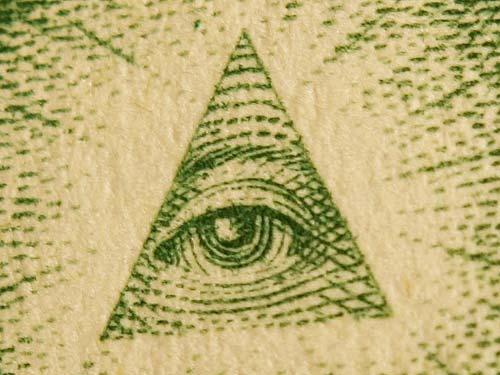
عين الرب حسب المعتقد الماسوني

الإيتسية هي مصطلح هولندي لمجموعة من المعتقدات التي يحملها الأشخاص الذين يؤمنون بـ «وجود شيء أو كيان محدد غير دنيوي يمكن إثبات وجوده»، لكن من ناحية أخرى، لا تقبل الإيتسية ولا تشترك بالضرورة في العقيدة الراسخة عن الإله الذي يقدمه أي دين معين. بعض المصطلحات ذات الصلة باللغة الإنجليزية هي الإيمان اللاأدري والانتقائية، والربوبية والروحية لكن غير الدينية.
قد يعتبر الإيتسيون أنفسهم مسيحيين أو من أتباع ديانة أخرى بحسب ترابطهم الثقافي مع ذلك الدين، دون الإيمان بالعقيدة الخاصة بهذا الدين.

## الإيتيمولوجيا
اشتُقّت التسمية من المقابل الهولندي للسؤال: «هل تؤمن بإله المسيحية التقليدي»؟ إجابة الإيتسية النموذجية هي «لا، لكن يجب أن يكون هناك شيء ما».
نشر الكاتب السياسي الملحد وعالم الأحياء الجزيئية رونالد بلاسترك (الذي شغل فيما بعد منصب وزير التعليم والثقافة والعلوم الهولندي ووزير الداخلية وعلاقات المملكة) مقالة عام 1997 في مجلة إنترميديار استخدم فيها هذا المصطلح. أصبح هذا المصطلح معروفًا على نطاق واسع في هولندا بعد أن استخدمه بلاسترك في البرنامج التلفزيوني بويتنهوف. ضُمّنت كلمة «الإيتسية» في الإصدار الرابع عشر من قاموس اللغة الهولندية في أكتوبر من العام 2005.
بدأت الكلمة تنتشر عام 2012 تقريبًا بين الناطقين باللغة الإنجليزية ككلمة مستعارة. في الآونة الأخيرة، ظهرت عبارة «الإيتسيين» في هولندا لوصف الأشخاص أصحاب وجهة النظر هذه، لكنها لم تُستخدم في الإنجليزية بعد.
أصبح مصطلح الإيتسية يستخدم على نطاق واسع في أوروبا، على عكس عبارة «روحاني لكن غير متدين» السائدة في أمريكا الشمالية.

## المعتقدات
قد توصف الإيتسية على أنها إيمان بمفهوم النهاية في حد ذاتها أو ما شابه ذلك، دون أي افتراض آخر حول ماهية الشيء أو الأشياء التي تمتلك مثل هذه الخاصية، مثل النسبية الجوهرية دون تفاصيل إضافية. تشمل أنماط الحياة النسبية الأخرى قبول «أن هناك شيئًا ما - أي معنى للحياة، أو شيئًا ما بحد ذاته أو شيئًا آخر للوجود»، بينما تقبل الإيتسية من ناحية أخرى ببساطة أن «هناك شيء ما» دون إعطاء مزيد من المواصفات أو التفاصيل أو الافتراضات.
على عكس اللاأدريين التقليديين الذين غالبًا ما يشككون بوجود الآلهة أو الكيانات الميتافيزيقية الأخرى (أي «لا يمكننا أو لا نعرف بالتأكيد أن هناك إلهًا»)، يتخذ الإيتسيون وجهة نظرٍ على غرار، «ومع ذلك، يبدو أن هناك شيئًا ما...». إنه شكل من أشكال الليبرالية الدينية أو اللادينية. يمكن أيضًا وصف الإيتسية على أنها النظير الأدنى للعدمية، لأنها تقبل وجود شيء ما، لكن حتى الآن، تقدّم أقل قدر ممكن من الافتراضات في ظل غياب أدلة جوهرية.
تتنوع المعتقدات بشكل كبير داخل الإيتسية، لكنها تشترك جميعًا في أنها غير قابلة للتصنيف ضمن دين تقليدي. غالبًا ما تُدمج المفاهيم من مختلف الديانات أو المعتقدات الشعبية أو الخرافات أو الأيديولوجيات، لكن الإيتسي لا يشعر أنه ينتمي إلى عقائد أي دين معين أو يؤمن بها. بالنسبة لهم، لا يوجد إله شخصي يتدخل بتفاصيل حياة المؤمن، كما يمكن للإيتسي أن يكون ملحدًا. يؤمن بعض الإيتسيين بقوة عليا غير محددة، بينما يؤمن البعض الآخر بالطاقات الروحية أو بشكل من أشكال الحياة الآخرة. تتزامن الإيتسية غالبًا مع الإيمان بالعلوم الزائفة أو الظواهر الخارقة للطبيعة مثل الوخز بالإبر والملائكة والآلهة والتنجيم والأشباح والشعوذة وغيرها.
تشترك الإيتسية أيضًا في العديد من الصفات مع وجهات نظر متشابهة مثل الربوبية وما يسمى «إله الفجوات»، التي تكمن أصولها في الأسئلة حول طبيعة وأصل الكون المادي. يمكن القول إن الإيتسية هي «الربوبية بالنسبة للميالين نحو الروحانية».
بما أن الإيتسيين لن يرضيهم أي من الآلهة المعبأة مسبقًا التي تقدّمها الأديان التقليدية، فإن مفهوم كل إيتسي للروحانية سيكون مختلفًا عن الباقين. يمكن أن يتراوح هذا بين مفهوم الله اليهودي / المسيحي / الإسلامي كقوة موجودة خارج العالم، إلى وضع يشبه «النظرة العالمية» البوذية مع وجود قوة روحية جماعية داخل العالم. يتخذ الإيتسيون الآخرون وجهة لاأدرية تؤمن أن الطبيعة الحقيقية لله غير معروفة أو أن وجوده حتى غير معروف.
أشار استطلاع للرأي أجرته صحيفة تراو الهولندية اليومية في أكتوبر 2004 إلى أن حوالي 40% من قرائها لديهم هذا الشعور، وربما تكون هذه النسب متقاربة مع بلدان أخرى في أوروبا الشمالية. خلصت دراسة استقصائية أجرتها جامعة VU في أمستردام في ديسمبر من العام 2014 إلى أن الإيتسيين يبلغون 27% من سكان هولندا، بينما 31% منهم لاأدريين، و 25% ملحدين و 17% مؤمنين.
بما أنه لا يمكن تصنيف الإيتسيين بين متدينين أو غير متدينين، فإن إدخال الإيتسيين بنتائج الإحصاءات ستكون له نتائج ديموغرافية سيئة. إذا صُنّف الإيتسيون إما دينيين أو غير دينيين، سيؤدي ذلك إلى ميل التوازن الديموغرافي لتصبح ذات غالبية دينية أو غالبية لا دينية بحسب توجهات الإيتسيين فيها.